# Harald Stormoen
Harald Stormoen, född den 8 september 1872 i Nord-Odal, död den 14 november 1937 i Oslo, var en norsk skådespelare.
Stormoen slog igenom 1896 vid Harald Ottos norska teatersällskap i USA som Seladon Andrisen i Storken av Hans Aanrud. På Centralteatret befäste han sin ställning som en utmärkt karaktärsskådespelare med Engstrand i Henrik Ibsens Gengångare och Ressman i Gunnar Heibergs Balkongen.
Stormoen var vid Nationaltheatret 1899–1918, 1921–1928 och 1935–1937, och hörde under denna tid till huvudkrafterna. På Det Nye Teater 1928–1935 var han den centrala konstnärliga kraften, och här blev geheimerådet i Gerhart Hauptmanns Före solnedgången och professorn i Leonid Andrejevs Tanken höjdpunkter i hans karriär.
Stormoens främsta rollskildringar var äldre män i samtida pjäser, en rolltyp som passade hans realistiska fantasi. Inom detta område spände hans begåvning från komediroller som Lundestad i Ibsens De unges forbund till tragiska skildringar som kaptenen i August Strindbergs Dödsdansen. Stormoen sägs ha haft en enastående förmåga att skildra onda krafter i sinnet. Han hade också en stor Ibsenrepertoar.
Stormoen var halvbror till Hans Stormoen, och gift först med Inga Bjørnson, senare med Alfhild Stormoen.

## Filmografi
- 1926 – Glomdalsbruden
- 1927 – Trollälgen
- 1932 – Prinsessen som ingen kunne målbinde
- 1932 – En glad gutt